# Gabriel Leone
Gabriel Leone, född 21 juli 1993 i Rio de Janeiro, är en brasiliansk skådespelare.
Leone har bland annat medverkat i filmen Ferrari. Han har även medverkat i TV-serien Senna.

## Filmografi (i urval)
- 2023 – Ferrari
- 2024 – Senna (TV-serie)
- 2025 – The Secret Agent